# Пирацци, Стефано
Стефано Пирацци (итал. Stefano Pirazzi; род. 11 марта 1987 в Алатри, Италия) — итальянский профессиональный шоссейный велогонщик. Выступает за команду Bardiani-CSF.

## Карьера
Заниматься велосипедным спортом начал вместе с братом-близнецом Роберто. 2007 год Стефано начал в составе любительской итальянской команды Palazzago Saclà Maiet, одержал три победы и был вызван в молодёжную сборную для участия в Чемпионате мира. В групповой гонке Пирацци стал 103-м, а в гонке с раздельным стартом не выступал. На следующем чемпионате мира итальянец, выступавший в составе молодёжной сборной своей страны, стал 66-м в групповой гонке.
Перед началом сезона 2010 Стефано подписал первый профессиональный контракт с командой Colnago-CSF Bardiani, в составе которой сразу же принял участие в Джиро, где занял 120-е место. В 2011 году Пирацци попал на подиум недельной гонки Settimana Coppi e Bartali, завершив её третьим, а на Джиро д’Италия отметился постоянными атаками практически на всех пересеченных этапах, но добиться успеха итальянец не смог, завершив многодневку на итоговой 60-й позиции.
В 2012 году Стефано стал лучшим горным гонщиком на престижной гонке Тиррено — Адриатико, опередив ближайшего из соперников — баска Эгоя Мартинеса на 15 очков. На своей третьей Джиро Пирацци был близок к тому, чтобы выиграть синюю майку лучшего горного гонщика, но остался в этом зачете вторым, уступив лишь соотечественнику Маттео Работтини. В итоговом зачете Стефано стал 46-м, а в зачете молодых гонщиков — девятым.